# Lý thuyết phân tâm học
Lý thuyết phân tâm học là một lý thuyết về tổ chức nhân cách và động lực phát triển nhân cách, là cơ sở của phân tâm học, một phương pháp lâm sàng để điều trị các bệnh tâm lý. Lý thuyết này được đưa ra lần đầu tiên bởi Sigmund Freud vào cuối thế kỷ 19. Lý thuyết phân tâm học đã trải qua nhiều cải tiến kể từ đó. Nó đã trở nên nổi bật trong giai đoạn cuối của thế kỷ XX như là một phần của xu hướng phê phán các phương pháp điều trị tâm lý sau thập niên 1960, rất lâu sau khi Freud qua đời năm 1939. Freud đã ngừng phân tích bộ não và các nghiên cứu sinh lý của mình và chuyển trọng tâm sang nghiên cứu về tâm trí và các thuộc tính tâm lý liên quan tạo nên tâm trí, và điều trị bằng cách sử dụng liên kết tự do và các hiện tượng chuyển giao. Nghiên cứu của ông nhấn mạnh việc công nhận các sự kiện thời thơ ấu có thể ảnh hưởng đến hoạt động trí óc của người lớn. Việc ông kiểm tra di truyền và sau đó là các khía cạnh phát triển đã đưa ra lý thuyết phân tâm học. Bắt đầu với ấn phẩm The Interpretation of Dreams năm 1899, các lý thuyết của ông bắt đầu có được sự quan tâm.

## Định nghĩa
Phân tâm học được định nghĩa trong Từ điển tiếng Anh Oxford như sau 
 Một phương pháp trị liệu, có nguồn gốc từ Sigmund Freud, để điều trị các rối loạn tâm thần bằng cách điều tra sự tương tác của các yếu tố ý thức và vô thức trong tâm trí bệnh nhân và đưa những nỗi sợ hãi và xung đột vào tâm trí có ý thức, sử dụng các kỹ thuật như giải thích giấc mơ và liên kết tự do. Ngoài ra: nó còn là một hệ thống lý thuyết tâm lý liên quan đến phương pháp này. 
 Thông qua phạm vi của một góc nhìn phân tâm học, con người được mô tả là có các động lực tình dục và hung hăng. Các nhà lý thuyết phân tâm học tin rằng hành vi của con người là quyết định. Nó bị chi phối bởi các lực phi lý, và vô thức, cũng như các ổ đĩa theo bản năng và sinh học. Do tính chất quyết định này, các nhà lý thuyết phân tâm học không tin vào ý chí tự do.

## Khởi đầu
Trước tiên, Freud bắt đầu nghiên cứu về phân tâm học với sự hợp tác của Tiến sĩ Josef Breuer, đặc biệt là khi nghiên cứu về Anna O.  Mối quan hệ giữa Freud và Breuer là sự pha trộn giữa sự ngưỡng mộ và cạnh tranh, dựa trên thực tế rằng họ là làm việc cùng nhau trong trường hợp Anna O. và phải cân bằng hai ý tưởng khác nhau để chẩn đoán và điều trị. Ngày nay, Breuer có thể được coi là ông nội của phân tâm học. Anna O. đã bị rối loạn cả về thể chất và tâm lý, chẳng hạn như không thể uống vì sợ hãi. Breuer và Freud đều thấy rằng thôi miên là một trợ giúp tuyệt vời trong việc khám phá thêm về Anna O. và cách điều trị của cô. Các nghiên cứu và ý tưởng đằng sau nghiên cứu về Anna O. được tham khảo nhiều trong các bài giảng của Freud về nguồn gốc và sự phát triển của phân tâm học.
Những quan sát này đã khiến Freud đưa ra giả thuyết rằng các vấn đề mà bệnh nhân cuồng loạn phải đối mặt có thể liên quan đến những trải nghiệm thời thơ ấu đau đớn không thể nhớ lại. Ảnh hưởng của những ký ức bị mất này đã định hình cảm xúc, suy nghĩ và hành vi của bệnh nhân. Những nghiên cứu này đã đóng góp cho sự phát triển của lý thuyết phân tâm học.

## Cấu trúc nhân cách
Sigmund Freud cho rằng tính cách này bao gồm ba yếu tố khác nhau cái nó (id), cái tôi (ego), và cái siêu tôi (superego). Cái nó là khía cạnh của tính cách được điều khiển bởi các nhu cầu và nhu cầu cơ bản và nội bộ. Đây thường là bản năng, chẳng hạn như đói, khát và thúc đẩy tình dục, hoặc ham muốn tình dục. Cái nó cũng là vô thức và bắt nguồn từ khả năng bản năng của chúng ta. Cái nó hành động theo nguyên tắc khoái cảm, theo đó nó tránh được nỗi đau và tìm kiếm niềm vui. Do chất lượng bản năng của cái nó, nó là xung động và thường không nhận thức được ý nghĩa của hành động. Cái tôi được điều khiển bởi nguyên tắc thực tế. Cái tôi hoạt động để cân bằng giữa cái nó và cái siêu tôi, bằng cách cố gắng đạt được động lực của cái nó theo những cách thực tế nhất. Nó tìm cách hợp lý hóa bản năng của cái nó và làm hài lòng các động lực có lợi cho cá nhân trong dài hạn. Nó giúp phân tách những gì là thực tế và thực tế của các động lực cúa chúng ta cũng như thực tế về các tiêu chuẩn mà cái siêu tôi đặt ra cho cá nhân. Ngoài ra, cái tôi là cách chúng ta nhìn nhận chính chúng ta. Điều này có ý thức, nhưng không phải lúc nào cũng đúng. Ví dụ, ai đó có thể tin rằng họ là người có ngoại hình đẹp nhất thế giới, tuy nhiên đây chỉ là ý kiến họ có và không phải ai cũng đồng ý với niềm tin đó. Cái siêu tôi được điều khiển bởi các nguyên tắc đạo đức. Nó hành động liên quan đến đạo đức của suy nghĩ và hành động cao hơn. Thay vì hành động theo bản năng như cái nó, siêu tôi hoạt động để hành động theo cách được xã hội chấp nhận. Nó sử dụng đạo đức, đánh giá ý thức của chúng ta về sai và đúng và sử dụng cảm giác tội lỗi để khuyến khích hành vi được xã hội chấp nhận. Hơn nữa, siêu tôi đến từ những người xung quanh chúng ta. Chúng ảnh hưởng đến những gì chúng tôi tin tưởng và cách chúng tôi xem mọi thứ, vì vậy điều này có thể khác nhau tùy thuộc vào cách bạn được nuôi dưỡng và văn hóa bạn xung quanh. Siêu tôi cũng chịu trách nhiệm tìm kiếm phương tiện hạnh phúc giữa cái nó và cái tôi. Cái nó đôi khi có thể bị chi phối quá mức khi có những thôi thúc nhân văn. Cái tôi có thể rất phi thực tế về cách chúng ta nhìn nhận bản thân.

## Vô thức
Vô thức là một phần của tâm trí mà một người không nhận thức được. Freud nói rằng chính vô thức phơi bày cảm xúc, cảm xúc và suy nghĩ thực sự của cá nhân. Có một loạt các kỹ thuật phân tâm học được sử dụng để truy cập và hiểu vô thức, từ các phương pháp như thôi miên, liên kết tự do và phân tích giấc mơ. Giấc mơ cho phép chúng ta khám phá vô thức; Theo Freud, họ là"con đường hoàng gia"đến vô thức". Giấc mơ bao gồm các nội dung tiềm ẩn và rõ ràng. Trong khi nội dung tiềm ẩn là ý nghĩa tiềm ẩn của một giấc mơ có thể không được nhớ khi một người thức dậy, nội dung rõ ràng là nội dung từ giấc mơ mà một người nhớ khi thức dậy và có thể được phân tích bởi một nhà tâm lý học phân tâm học. Khám phá và hiểu nội dung rõ ràng của những giấc mơ có thể thông báo cho cá nhân về những phức tạp hoặc rối loạn có thể nằm dưới bề mặt tính cách của họ. Giấc mơ có thể cung cấp quyền truy cập vào vô thức mà không dễ dàng truy cập.
Sai lầm Freud (còn được gọi là parapraxes) xảy ra khi cái tôi và siêu tôi không hoạt động đúng, phơi bày cái nó và động lực nội bộ hoặc mong muốn. Họ được coi là sai lầm tiết lộ vô thức. Các ví dụ bao gồm gọi ai đó bằng tên sai, hiểu sai một từ được nói hoặc viết hoặc đơn giản là nói sai.

## Cơ chế phòng vệ
Cái tôi cân bằng cái nó, siêu tôi và thực tế để duy trì trạng thái ý thức lành mạnh. Do đó, nó phản ứng để bảo vệ cá nhân khỏi bất kỳ yếu tố gây căng thẳng và lo lắng bằng cách bóp méo hiện thực. Điều này ngăn chặn đe dọa những suy nghĩ và vật chất vô thức xâm nhập vào ý thức. Các loại cơ chế bảo vệ khác nhau là: đàn áp, hình thành phản ứng, từ chối, phóng chiếu, dịch chuyển, thăng hoa, hồi quy và hợp lý hóa.